# Theo de Jong (Mathematiker)
Theodorus „Theo“ de Jong (* 16. Februar 1962 in Reeuwijk) ist ein niederländischer Mathematiker und Hochschullehrer für Computerorientierte Algebra an der Johannes-Gutenberg-Universität Mainz.
De Jong studierte, nachdem er die Hochschulreife am St. Antoniuscollege in Gouda 1980 erlangte, zunächst Physik an der Universität Leiden, wechselte dann aber zur Mathematik. Sein Studium schloss De Jong 1984 mit einem Diplom ab. Danach war de Jong wissenschaftlicher Mitarbeiter im Rahmen eines Forschungsprojekts über Singularitäten-Theorem bei Joseph Steenbrink in Leiden und Nijmegen. De Jong promovierte 1988 an der  Universität Nijmegen (englischer Titel der Dissertation: Non-Isolated Hypersurface Singularities).
De Jong ist Autor mehrerer mathematischer Lehrbücher, unter anderem erschienen im Pearson-Verlag.

## Publikationen (Auswahl)
- Theo de Jong: Analysis. 2., aktualisierte  Auflage. Pearson, München 2020, ISBN 978-3-86894-380-1.
- Theo de Jong: Lineare Algebra. 2., aktualisierte  Auflage. Pearson, München 2020, ISBN 978-3-86894-379-5.